# Vuarrens
Vuarrens – miejscowość i gmina (commune) w zachodniej Szwajcarii, w kantonie Vaud, w okręgu (district) Gros-de-Vaud.

## Demografia
W Vuarrens mieszka 1097 osób. W 2021 roku 13,9% populacji gminy stanowiły osoby urodzone poza Szwajcarią. 

## Transport
Przez teren gminy przebiega droga główna nr 5.